# Edwin Rivas
Edwin Rivas (Cali, Valle del Cauca, Colombia, 16 de octubre de 1978) es un exfutbolista colombiano. Jugaba como defensa y su último equipo fue el Cúcuta Deportivo de Colombia.

## Trayectoria
Debuta en el Deportivo Cali en el año 1996-1999, pasa por Deportes Quindio en el 1999 para volver al año siguiente al Deportivo Cali por dos temporadas más. En el 2003 jugó con Millonarios, a la siguiente temporada pasó por Deportes Tolima participando internacionalmente en la Copa Libertadores.
En el 2005 pasa por el Junior para participar de la Copa Libertadores 2005. Finalmente, en el 2006 el Atlético Huila requiere de sus servicios, situación que continuó hasta el 2010. Luego del subcampeonato del Torneo Finalización 2009 con el Atlético Huila, sale del equipo para jugar con La Equidad. En 2012 llega al Real Cartagena. En la temporada 2012/2013 es transferido a Cúcuta Deportivo retirándose del fútbol profesional en 2014.

## Clubes
| Club             | País     | Año         |
| ---------------- | -------- | ----------- |
| Deportivo Cali   | Colombia | 1996 - 1999 |
| Deportes Quindío | Colombia | 1999        |
| Deportivo Cali   | Colombia | 2000 - 2002 |
| Millonarios      | Colombia | 2003        |
| Deportes Tolima  | Colombia | 2004        |
| Junior           | Colombia | 2005        |
| Atlético Huila   | Colombia | 2006 - 2009 |
| La Equidad       | Colombia | 2010 - 2011 |
| Real Cartagena   | Colombia | 2012        |
| Cúcuta Deportivo | Colombia | 2012 - 2014 |

## Palmarés

### Campeonatos nacionales
| Título           | Club           | País     | Año     |
| ---------------- | -------------- | -------- | ------- |
| Primera División | Deportivo Cali | Colombia | 1995/96 |
| Primera División | Deportivo Cali | Colombia | 1998    |